# Billboard Hot 100
Billboard Hot 100 je nejprestižnější žebříček prodejnosti singlů v USA. Hitparáda se sestavuje každý týden již od roku 1941. Sestavuje ji časopis Billboard.
První Hot 100 #1 písní byla píseň "Poor Little Fool" od Rickyho Nelsona z 4. srpna, 1958.

## Historie
Současné Hot 100 existovalo ještě před patnácti lety[kdy?] v podobě několika hitparád. Během čtyřicátých a padesátých let byly známé písničky řazeny ve třech významných žebříčcích.
- Best Sellers In Stores (nejprodávanější [písně] v obchodech) — tento žebříček hodnotí nejprodávanější singly, jež se prodávají v obchodech. Údaje nahlašují obchodníci. K dispozici: 20~25 příček.
- Most Played By Jockeys (nejvíce hrané DJy) — tento žebříček hodnotí nejvíce hrané písně v rádiích po Spojených státech. Údaje nahlašují DJové. K dispozici: 20~25 příček.
- Most Played In Jukeboxes (nejvíce hrané v jukeboxech) — hodnotí do dvaceti příček nejvíce hrané písně v jukeboxech, ve Spojených státech. Tento žebříček stál za vzorem především mladé generaci, neboť spousta DJů odmítalo v rádiích pouštět rock 'n roll.

Ačkoliv všechny tyto významné hitparády měly velkou "váhu", spousta žebříčkových historiků se domnívá, že Best Sellers in Stores stálo za vznikem Hot 100.
K vyčíslení Hot 100 příček se používají následující mini-hitparády:
- Hot 100 Airplay (přes Billboard) — zahrnuje 1 000 rádio stanic, které mají formáty jako R&B, hip-hop, country, rock, gospel, latin, Christian (křesťanské). Toto je digitálně monitorované 24 hodin, sedm dní v týdnů.
- Hot 100 Singles Sales (přes Billboard)
- Hot Digital Songs — digitální prodej je sledován Nielsen SoundScan.

## ÚspěchyBillboard200 (1963–2015)
V roce 2015 sestavil magazín Billboard žebříček největších úspěchů za posledních 52 let.

### Nejlepších 10 skladeb
| Umístění | Skladba                       | Rok vydání | Umělec                                | Umístění a doba trvání |
| -------- | ----------------------------- | ---------- | ------------------------------------- | ---------------------- |
| 1        | Old Town Road (Remix)         | 2019       | Lil Nas X feat. Billy Ray Cyrus       | #19 týdnů              |
| 2        | „Smooth“                      | 1999       | Santana feat. Rob Thomas              | #1 - 12 týdnů          |
| 3        | „Mack the Knife“              | 1959       | Bobby Darin                           | #1 - 9 týdnů           |
| 4        | „How Do I Live“               | 1997       | LeAnn Rimes                           | #2 - 4 týdny           |
| 5        | „Party Rock Anthem“           | 2011       | LMFAO feat. Lauren Bennett & GoonRock | #1 - 6 týdnů           |
| 6        | „I Gotta Feeling“             | 2009       | The Black Eyed Peas                   | #1 - 14 týdnů          |
| 7        | „Macarena (Bayside Boys mix)“ | 1996       | Los Del Rio                           | #1 - 14 týdnů          |
| 8        | „Physical“                    | 1981       | Olivia Newton-Johnová                 | #1 - 10 týdnů          |
| 9        | „You Light Up My Life“        | 1977       | Debby Boone                           | #1 - 10 týdnů          |
| 10       | „Hey Jude“                    | 1968       | The Beatles                           | #1 - 9 týdnů           |

### Nejlepší umělci
| Umístění | Umělec             |
| -------- | ------------------ |
| 1        | The Beatles        |
| 2        | Madonna            |
| 3        | Elton John         |
| 4        | Elvis Presley      |
| 5        | Mariah Carey       |
| 6        | Stevie Wonder      |
| 7        | Janet Jacksonová   |
| 8        | Michael Jackson    |
| 9        | Whitney Houston    |
| 10       | The Rolling Stones |

### Umělci s nejvíce skladbami v Billboard Top 100 žebříčku
| Číslo skladeb | Umělec              | Skladby (umístění)                                                         |
| ------------- | ------------------- | -------------------------------------------------------------------------- |
| 3             | Lionel Richie       | „Endless Love“ (16), „Say You, Say Me“ (89), „All Night Long“ (91)         |
| 3             | Boyz II Men         | „I'll Make Love to You“ (20), „One Sweet Day“ (35), „End of the Road“ (52) |
| 3             | Bee Gees            | „How Deep Is Your Love“ (23), „Night Fever“ (39), „Stayin' Alive“ (56)     |
| 3             | Paul McCartney      | „Silly Love Songs“ (37), „Say Say Say“ (41), „Ebony and Ivory“ (73)        |
| 2             | The Black Eyed Peas | „I Gotta Feeling“ (6), „Boom Boom Pow“ (53)                                |
| 2             | The Beatles         | „Hey Jude“ (10), „I Want to Hold Your Hand“ (45)                           |
| 2             | Mariah Carey        | „We Belong Together“ (11), „One Sweet Day“ (35)                            |
| 2             | Bruno Mars          | „Uptown Funk“ (12), „Just the Way You Are“ (79)                            |
| 2             | Diana Ross          | „Endless Love“ (16), „Upside Down“ (77)                                    |
| 2             | Andy Gibb           | „I Just Want to Be Your Everything“ (27), „Shadow Dancing“ (46)            |
| 2             | Marvin Gaye         | „Let's Get It On“ (38), „I Heard It Through the Grapevine“ (81)            |
| 2             | Michael Jackson     | „Say Say Say“ (41), „Billie Jean“ (83)                                     |
| 2             | Pharrell Williams   | „Blurred Lines“ (48), „Happy“ (76)                                         |
| 2             | Elton John          | „Candle In the Wind 1997“ (49), „That's What Friends Are For“ (75)         |
| 2             | Stevie Wonder       | „Ebony and Ivory“ (73), „That's What Friends Are For“ (75)                 |

## Rekordy

### Nejvíce týdnů na prvním místě
- 19 týdnů Lil Nas X a Billy Ray Cyrus – „Old Town Road“ (2019)

- 16 týdnů Mariah Carey a Boyz II Men – „One Sweet Day“ (1995–96)
- 14 týdnů Whitney Houston – „I Will Always Love You“ (1992–93) Boyz II Men – „I'll Make Love to You“ (1994) Los del Río – „Macarena“ (Bayside Boys mix) (1996) Elton John – „Candle in the Wind 1997“ / „Something About the Way You Look Tonight“ (1997–98) Mariah Carey – „We Belong Together (2005) The Black Eyed Peas – „I Gotta Feeling“ (2009) Mark Ronson feat, Bruno Mars – „Uptown Funk“ (2015)
- 13 týdnů Boyz II Men – „End of the Road“ (1992) Brandy a Monica – „The Boy Is Mine“ (1998)
- 12 týdnů Santana feat. Rob Thomas – „Smooth“ (1999–2000) Eminem – „Lose Yourself“ (2002–03) Usher feat. Lil Jon a Ludacris – „Yeah!“ (2004) The Black Eyed Peas – „Boom Boom Pow“ (2009) Robin Thicke feat. T.I. a Pharrell – „Blurred Lines“ (2013) Wiz Khalifa feat. Charlie Puth – „See You Again“ (2015) The Chainsmokers feat. Halsey – „Closer“ (2016) Ed Sheeran – "Shape of You“ (2017)
- 11 týdnů Elvis Presley – „Hound Dog“ / „Don't Be Cruel“ (1956) All-4-One – „I Swear“ (1994) Toni Braxton – „Un-Break My Heart“ (1996–97) Puff Daddy a Faith Evans feat. 112 – „I'll Be Missing You“ (1997) Destiny's Child – „Independent Women Part I“ (2000–01) Luis Fonsi a Daddy Yankee feat. Justin Bieber – „Despacito“ (2017)
- 10 týdnů The McGuire Sisters – „Sincerely“ (1955) Pérez Prado – „Cherry Pink and Apple Blossom White“ (1955) Debby Boone – „You Light Up My Life“ (1977) Olivia Newton-Johnová – „Physical“ (1981–82) Santana feat. The Product G&B – „Maria Maria“ (2000) Ashanti – „Foolish“ (2002) Nelly feat. Kelly Rowland – „Dilemma“ (2002) Kanye West feat. Jamie Foxx – „Gold Digger“ (2005) Beyoncé – „Irreplaceable“ (2006–07) Flo Rida feat. T-Pain – „Low“ (2008) Rihanna feat. Calvin Harris – „We Found Love“ (2011–12) Pharrell Williams – „Happy“ (2014) Adele – „Hello“ (2015–16) Drake feat. Wizkid a Kyla – „One Dance“ (2016)

### Nejvíce týdnů jako číslo 2 (bez umístění na 1. místě)
- 10 týdnů Foreigner – „Waiting for a Girl Like You“ (1981–82) Missy Elliott – „Work It“ (2002–03)
- 9 týdnů Donna Lewis – „I Love You Always Forever“ (1996) Shania Twain – „You're Still the One“ (1998)
- 8 týdnů Shai – „If I Ever Fall in Love“ (1992–93) Deborah Cox – „Nobody's Supposed to Be Here“ (1998–99) Brian McKnight – „Back at One“ (1999–2000) Mario Winans feat. Enya a P. Diddy – „I Don't Wanna Know“ (2004) Ed Sheeran – „Thinking Out Loud“ (2015)

### Nejvíce strávených týdnů v TOP 10
- 32 týdnů LeAnn Rimes – „How Do I Live“ (1997–98) The Chainsmokers feat. Halsey – „Closer“ (2016–17)
- 31 týdnů Mark Ronson feat. Bruno Mars – „Uptown Funk“ (2014–15)
- 30 týdnů Santana feat. Rob Thomas – „Smooth“ (1999–2000)
- 29 týdnů LMFAO feat. Lauren Bennett a GoonRock – „Party Rock Anthem“ (2011–12)
- 28 týdnů Jewel – „Foolish Games“/„You Were Meant for Me“ (1997–98) Ed Sheeran – „Shape of You“ (2017)
- 26 týdnů Savage Garden – „Truly Madly Deeply“ (1997–98)
- 25 týdnů Chubby Checker – „The Twist“ (1960 a 1962) Toni Braxton – „Un-Break My Heart“ (1996–97) Timbaland feat. OneRepublic – „Apologize“ (2007–08) OneRepublic – „Counting Stars“ (2013–14) Meghan Trainor – „All About The Bass“ (2014–15) Fetty Wap – „Trap Queen“ (2015)

### Nejvíce strávených týdnů v Hot 100
- 87 týdnů – Imagine Dragons – „Radioactive“ (2014)
- 79 týdnů – Awolnation – „Sail“ (2014)
- 76 týdnů – Jason Mraz – „I'm Yours“ (2009)
- 69 týdnů – LeAnn Rimes – „How Do I Live“ (1998)
- 68 týdnů – LMFAO feat. Lauren Bennett a GoonRock – „Party Rock Anthem“ (2012), OneRepublic – „Counting Stars“ (2014)
- 65 týdnů – Jewel – „Foolish Games“ / „You Were Meant for Me“ (1998), Adele – „Rolling in the Deep“ (2012)
- 64 týdnů – Carrie Underwood – „Before He Cheats“ (2007)
- 62 týdnů – Lifehouse – „You and Me“ (2006), The Lumineers – „Ho Hey“ (2013)

### Debutové písničky na 1. místě
- Michael Jackson – „You Are Not Alone“ (2. září 1995)
- Mariah Carey – „Fantasy“ (30. září 1995)
- Whitney Houston – „Exhale (Shoop Shoop)“ (25. listopadu 1995)
- Mariah Carey a Boyz II Men – „One Sweet Day“ (2. prosince 1995)
- Puff Daddy a Faith Evans feat. 112 – „I'll Be Missing You“ (14. června 1997)
- Mariah Carey – „Honey“ (13. září 1997)
- Elton John – „Candle in the Wind 1997“ / „Something About the Way You Look Tonight“ (11. října 1997)
- Celine Dion – „My Heart Will Go On“ (28. února 1998)
- Aerosmith – „I Don't Want to Miss a Thing“ (5. září 1998)
- Lauryn Hill – „Doo Wop (That Thing)“ (14. listopadu 1998)
- Clay Aiken – „This Is the Night“ (28. června 2003)
- Fantasia Barrino – „I Believe“ (10. července2004)
- Carrie Underwood – „Inside Your Heaven“ (2. července 2005)
- Taylor Hicks – „Do I Make You Proud“ (1. července 2006)
- Britney Spears – „3“ (24. října 2009)
- Eminem – „Not Afraid“ (22. května 2010)
- Kesha – „We R Who We R“ (13. listopadu 2010)
- Britney Spears – „Hold It Against Me“ (29. ledna 2011)
- Lady Gaga – „Born This Way“ (26. února 2011)
- Katy Perry – „Part of Me“ (3. března 2012)
- Baauer – „Harlem Shake“ (2. března 2013)
- Taylor Swift – „Shake It Off“ (6. září 2014)
- Justin Bieber – „What Do You Mean?“ (19. září 2015)
- Adele – „Hello“ (14. listopadu 2015)
- Zayn Malik – „Pillowtalk“ (20. února 2016)
- Justin Timberlake – „Can't Stop the Feeling!“ (28. května 2016)
- Ed Sheeran – „Shape of You“ (28. ledna 2017)
- DJ Khaled feat. Justin Bieber, Quavo, Chance the Rapper a Lil Wayne – „I'm the One“ (20. května 2017)

### Největší skokan na 1. místo
- Kelly Clarkson – „My Life Would Suck Without You“ (7. února 2009) - 97-1
- Britney Spears – „Womanizer“ (25. října 2008) - 96-1
- T.I. feat. Rihanna – „Live Your Life“ (18. října 2008) - 80-1
- Eminem, Dr. Dre a 50 Cent – „Crack a Bottle“ (21. února 2009) - 78-1
- Taylor Swift – „We Are Never Ever Getting Back Together“ (1. září 2012) - 72-1
- T.I. – „Whatever You Like“ (6. září 2008) - 71-1
- Maroon 5 – „Makes Me Wonder“ (12. května 2007) - 64-1
- Rihanna feat. Drake – „What's My Name“ (20. listopadu 2010) - 60-1
- Flo Rida – „Right Round“ (28. února 2009) - 58-1
- Rihanna – „Take a Bow“ (24. května 2008) - 53-1
- Taio Cruz feat. Ludacris – „Break Your Heart“ (20. března 2010) - 53-1
- Taylor Swift feat. Kendrick Lamar – „Bad Blood“ (6. června 2015) - 53-1

### Největší skokan
- Kelly Clarkson – „My Life Would Suck Without You“ (7. února 2009) - 97-1 (96 pozic
- Britney Spears – „Womanizer“ (25. října 2008) - 96-1 (95 pozic)
- Beyoncé a Shakira – „Beautiful Liar“ (7. dubna 2007) - 94-3 (91 pozic)
- Akon feat. Eminem – „Smack That“ (14. října 2006) - 95-7 (88 pozic)
- Drake feat. Nicki Minaj – „Make Me Proud“ (5. listopadu 2011) - 97-9 (88 pozic)
- Carrie Underwood – „Cowboy Casanova“ (10. října 2009) - 96-11 (85 pozic)
- A. R. Rahman a Pussycat Dolls feat. Nicole Scherzinger – „Jai Ho! (You Are My Destiny)“ (14. března 2009) - 100-15 (85 pozic)
- Katy Perry – „Roar“ (31. srpna 2013) - 85-2 (83 pozic)
- Vanessa Hudgens a Zac Efron – „Breaking Free“ (11. února 2006) - 86-4 (82 pozic)
- Matchbox Twenty – „How Far We've Come“ (22. září 2007) - 93-12 (81 pozic)
- Kygo a Selena Gomez – „It Ain't Me“ (11. března 2017) - 93-12 (81 pozic)
- Lorde – „Green Light“ (25. března 2017) - 100-19 (81 pozic)

### Největší pád z 1. místo
- Billy Preston – „Nothing from Nothing“ (26. října 1974) - 1-15
- Dionne Warwicke a The Spinners – „Then Came You“ (2. listopadu 1974) - 1-15
- Simon & Garfunkel – „The Sound of Silence“ (29. ledna 1966) - 1-12
- Barry White – „Can't Get Enough of Your Love, Babe“ (28. září 1974) - 1-12
- Andy Kim – „Rock Me Gently“ (5. října 1974) - 1-12
- Stevie Wonder – „You Haven't Done Nothin'“ (9. listopadu 1974) - 1-12
- Bachman–Turner Overdrive – „You Ain't Seen Nothing Yet“ (16. listopadu 1974) - 1-12
- John Lennon a Plastic Ono Band – „Whatever Gets You thru the Night“ (23. listopadu 1974) - 1 -12
- Diana Ross – „Theme from Mahogany (Do You Know Where You're Going To)“ (31. ledna 1976) - 1-11
- Phil Collins – „Two Hearts“ (4. února 1989) - 1-10

### Největší pád
- Javier Colon – „Stitch by Stitch“ (23. července 2011) - 17-96 (79 pozic)
- Jordan Smith – „Somebody to Love“ (2. ledna 2016) - 21-99 (78 pozic)
- 5 Seconds of Summer – „Amnesia“ (26. července 2014) - 16-93 (77 pozic)
- Justin Bieber – „Die in Your Arms“ (23. června 2012) - 17-92 (75 pozic)
- Colbie Caillat – „I Do“ (5. března 2011) - 23-96 (73 pozic)
- Justin Bieber – „Never Let You Go“ (27. března 2017) - 21-94 (73 pozic)
- Glee obsazení – „Empire State of Mind“ (16. října 2010) - 21-94 (73 pozic)
- Jonas Brothers – „Pushin' Me Away“ (9. srpen 2008) - 16-89 (73 pozic)
- Justin Timberlake a Matt Morris feat. Charlie Sexton – „Hallelujah“ (20. února 2010) - 13-86 (73 pozic)
- The Beatles – „The Beatles Movie Medley“ (5. června 1982) - 20-92 (72 pozic)

### Největší pád z žebříčku
- Z #4 – Prince a The Revolution – „Purple Rain“ (21. května 2016)
- Z #8 – Prince – „When Doves Cry“ (21. května 2016)
- Z #9 – Soko – „We Might Be Dead by Tomorrow“ (5. dubna 2014)
- Z #11 – Jonas Brothers – „A Little Bit Longer“ (30. srpna 2008), Taylor Swift – „Mean“ (13. listopadu 2010), One Direction – „Diana“ (14. prosince 2013), Mariah Carey – „All I Want for Christmas is You“ (16. ledna 2016)
- Z #12 – Taylor Swift – „You Belong with Me“ (29. listopadu 2008), Lady Gaga – „Hair“ (11. června 2011), One Direction – „Midnight Memories“ (14. prosince 2013)